# Нещердовская возвышенность
Нещердовская возвышенность — возвышенность в восточной части Россонского района, на севере Витебской области Белоруссии. Большая часть расположена в пределах Псковской области России, прилегает к Полоцкой низменности. Физико-географический район Белорусско-Валдайской провинции (округ Белорусского Поозерья).
Высота 180—220 м над уровнем моря, максимальная 224 м. Рельеф середнегорбистый и холмисто-впадинный, присутствуют камы и озёрные котловины. Площадь возвышенности около 650 км². Почвы дерново-подзолистые и торфяно-болотные.
По территории возвышенности протекают река Дрисса (бассейн Западной Двины) и её правые притоки. Озёра: Нещердо, Усвечье, Волобо, Межево и другие.
Под лесом около 40 % территории (леса сохранились небольшими участками на вершинах и крутых склонах холмов. Преобладают боры, субори, ельники, по долинам рек и около озёр с примесью дуба. В понижениях берёзовые, черноольховые леса.